# Sheer Heart Attack Tour
Die Sheer Heart Attack Tour war eine Konzerttournee der britischen Rockband Queen, bei der die Gruppe zur Unterstützung ihres 1974 veröffentlichten und namensgebenden Studioalbums Sheer Heart Attack Konzerte in Europa, Nordamerika und erstmals in ihrer Karriere in Asien absolvierte.

## Hintergrund
Die Tournee begann am 30. Oktober 1974 in Manchester und endete am 1. Mai 1975 nach 76 absolvierten Auftritten in Tokio. Damit war es für die Band die erste längere Welttournee mit mehr als nur um die 40 Konzerte wie auf den beiden vorherigen Tourneen, bedingt durch ihren Durchbruch mit dem Album Sheer Heart Attack und der Hitsingle Killer Queen, die es beide in Großbritannien zu einem Rang 2 als höchste Platzierung brachten und mit denen Queen auch erstmals größere Erfolge in Nordamerika und Japan feiern konnten. Trotz der überwiegend ausverkauften Konzerte mussten ein paar Shows abgesagt werden, meist aus Sicherheitsgründen oder wegen stimmlicher Probleme bei Freddie Mercury.
Aus dem Newsletter des offiziellen Queen-Fanclubs von Juni/Juli 1975 geht zudem hervor, dass für August 1975 eine weitere Tournee durch Nordamerika geplant war, diese fand jedoch nicht statt und auch Eintrittskarten für diese Konzerte gingen nie in den Verkauf.
Das harmonische Zusammenspiel der Band sowie Mercurys theatralische Schauspieleinlagen fanden großen Gefallen bei ihrem Live-Publikum und festigten ihren Ruf als exzellente Liveband.

## Liveaufnahmen
Die beiden Konzerte vom 19. und 20. November 1974 im Londoner Rainbow Theatre wurden gefilmt und aufgenommen und schließlich fast 40 Jahre später im September 2014 unter dem Titel Live at the Rainbow ’74 auf CD, Vinyl, DVD und Blu-ray veröffentlicht. Eine Aufnahme des Titels Stone Cold Crazy von diesen Konzerten erschien bereits im November 1989 als B-Seite der Single The Miracle.

## Setlist
- Intro (Procession)
- Now I’m Here
- Ogre Battle
- Father to Son
- White Queen (As It Began)
- Flick of the Wrist
- In the Lap of the Gods
- Killer Queen
- The March of the Black Queen
- Bring Back that Leroy Brown
- Son and Daughter (incl. guitar solo)
- Keep Yourself Alive (incl. drum solo)
- Seven Seas of Rhye
- Stone Cold Crazy
- Liar
- In the Lap of the Gods... Revisited
- Big Spender
- Modern Times Rock 'n' Roll
- Jailhouse Rock
- Outro (God Save the Queen)

## Tourdaten
| Nr.                 | Datum             | Stadt               | Land               | Veranstaltungsort                      | Anmerkungen                   |
| Leg 1 – Europa      | Leg 1 – Europa    | Leg 1 – Europa      | Leg 1 – Europa     | Leg 1 – Europa                         | Leg 1 – Europa                |
| ------------------- | ----------------- | ------------------- | ------------------ | -------------------------------------- | ----------------------------- |
| 1                   | 30. Oktober 1974  | Manchester          | England            | Palace Theatre                         |                               |
| 2                   | 31. Oktober 1974  | Stoke-on-Trent      | England            | Victoria Hall                          |                               |
| 3                   | 1. November 1974  | Liverpool           | England            | Empire Theatre                         |                               |
| 4                   | 2. November 1974  | Leeds               | England            | Leeds University Union                 |                               |
| 5                   | 3. November 1974  | Coventry            | England            | Coventry Theatre                       |                               |
| 6                   | 5. November 1974  | Sheffield           | England            | City Hall                              |                               |
| 7                   | 6. November 1974  | Bradford            | England            | St. George’s Hall                      |                               |
| 8                   | 7. November 1974  | Newcastle upon Tyne | England            | City Hall                              |                               |
| 9                   | 8. November 1974  | Glasgow             | Schottland         | Apollo Theatre                         |                               |
| 10                  | 9. November 1974  | Lancaster           | England            | University of Lancaster                |                               |
| 11                  | 10. November 1974 | Preston             | England            | Guild Hall                             |                               |
| 12                  | 12. November 1974 | Bristol             | England            | Colston Hall                           |                               |
| 13                  | 13. November 1974 | Bournemouth         | England            | Winter Gardens                         |                               |
| 14                  | 14. November 1974 | Southampton         | England            | Gaumont Theatre                        |                               |
| 15                  | 15. November 1974 | Swansea             | Wales              | Brangwyn Hall                          |                               |
| 16                  | 16. November 1974 | Birmingham          | England            | Town Hall                              |                               |
| 17                  | 18. November 1974 | Oxford              | England            | New Theatre                            |                               |
| 18                  | 19. November 1974 | London              | England            | Rainbow Theatre                        |                               |
| 19                  | 20. November 1974 | London              | England            | Rainbow Theatre                        |                               |
| 20                  | 23. November 1974 | Göteborg            | Schweden           | Konserthus                             |                               |
| 21                  | 25. November 1974 | Helsinki            | Finnland           | Kulttuuritalo                          |                               |
| 22                  | 27. November 1974 | Lund                | Schweden           | Olympen                                |                               |
| xx                  | 28. November 1974 | Kopenhagen          | Danemark           | Tivoli                                 |                               |
| xx                  | 29. November 1974 | Oslo                | Norwegen           | Chateau Neuf                           |                               |
| 23                  | 2. Dezember 1974  | München             | Deutschland        | Theater an der Brienner Straße         |                               |
| 24                  | 4. Dezember 1974  | Frankfurt am Main   | Deutschland        | Großer Festsaal im Palmengarten        |                               |
| 25                  | 5. Dezember 1974  | Hamburg             | Deutschland        | Musikhalle                             |                               |
| 26                  | 6. Dezember 1974  | Köln                | Deutschland        | Sartory-Saal                           |                               |
| 27                  | 8. Dezember 1974  | Den Haag            | Niederlande        | Congresgebouw                          |                               |
| 28                  | 10. Dezember 1974 | Brüssel             | Belgien            | Théâtre 140                            |                               |
| 29                  | 13. Dezember 1974 | Barcelona           | Spanien            | Palau Municipal d’Esports              |                               |
| Leg 2 – Nordamerika |                   |                     |                    |                                        |                               |
| 30                  | 5. Februar 1975   | Columbus            | Vereinigte Staaten | The Agora                              |                               |
| 31                  | 7. Februar 1975   | Dayton              | Vereinigte Staaten | Palace Theatre                         |                               |
| 32                  | 8. Februar 1975   | Cleveland           | Vereinigte Staaten | Music Hall                             | 2 shows                       |
| 33                  | 8. Februar 1975   | Cleveland           | Vereinigte Staaten | Music Hall                             | 2 shows                       |
| 34                  | 9. Februar 1975   | South Bend          | Vereinigte Staaten | Morris Civic Auditorium                |                               |
| 35                  | 10. Februar 1975  | Detroit             | Vereinigte Staaten | Ford Auditorium                        |                               |
| 36                  | 11. Februar 1975  | Toledo              | Vereinigte Staaten | Student Union Auditorium               |                               |
| 37                  | 12. Februar 1975  | Cincinnati          | Vereinigte Staaten | Riverfront Coliseum                    |                               |
| 38                  | 14. Februar 1975  | Waterbury           | Vereinigte Staaten | Palace Theater                         |                               |
| 39                  | 15. Februar 1975  | Boston              | Vereinigte Staaten | Orpheum Theatre                        | 2 shows                       |
| 40                  | 15. Februar 1975  | Boston              | Vereinigte Staaten | Orpheum Theatre                        | 2 shows                       |
| 41                  | 16. Februar 1975  | New York City       | Vereinigte Staaten | Avery Fisher Hall                      | 2 shows                       |
| 42                  | 16. Februar 1975  | New York City       | Vereinigte Staaten | Avery Fisher Hall                      | 2 shows                       |
| 43                  | 17. Februar 1975  | Trenton             | Vereinigte Staaten | War Memorial                           |                               |
| 44                  | 19. Februar 1975  | Lewiston            | Vereinigte Staaten | Starwood Amphitheatre                  |                               |
| 45                  | 21. Februar 1975  | Passaic             | Vereinigte Staaten | Capitol Theatre                        |                               |
| 46                  | 22. Februar 1975  | Harrisburg          | Vereinigte Staaten | State Farm Show Arena                  |                               |
| 47                  | 23. Februar 1975  | Philadelphia        | Vereinigte Staaten | Erlanger Theatre                       | 2 shows                       |
| 48                  | 23. Februar 1975  | Philadelphia        | Vereinigte Staaten | Erlanger Theatre                       | 2 shows                       |
| 49                  | 24. Februar 1975  | Washington, D.C.    | Vereinigte Staaten | Kennedy Center for the Performing Arts |                               |
| xx                  | 25. Februar 1975  | Pittsburgh          | Vereinigte Staaten | Stanley Theatre                        |                               |
| xx                  | 26. Februar 1975  | Kutztown            | Vereinigte Staaten | Keystone Hall                          |                               |
| xx                  | 27. Februar 1975  | Buffalo             | Vereinigte Staaten | Kleinhans Music Hall                   |                               |
| xx                  | 28. Februar 1975  | Toronto             | Kanada             | Massey Hall                            |                               |
| xx                  | 1. März 1975      | Kitchener           | Kanada             | Memorial Auditorium                    |                               |
| xx                  | 2. März 1975      | London              | Kanada             | London Arena                           |                               |
| xx                  | 4. März 1975      | Davenport           | Vereinigte Staaten | RKO Orpheum Theater                    |                               |
| 50                  | 5. März 1975      | La Crosse           | Vereinigte Staaten | Mary E. Sawyer Auditorium              |                               |
| 51                  | 6. März 1975      | Madison             | Vereinigte Staaten | Dane County Veterans Memorial Coliseum |                               |
| 52                  | 7. März 1975      | Milwaukee           | Vereinigte Staaten | Uptown Theatre                         |                               |
| 53                  | 8. März 1975      | Chicago             | Vereinigte Staaten | Aragon Ballroom                        |                               |
| 54                  | 9. März 1975      | St. Louis           | Vereinigte Staaten | Kiel Auditorium                        |                               |
| 55                  | 10. März 1975     | Fort Wayne          | Vereinigte Staaten | Allen County War Memorial Coliseum     |                               |
| 56                  | 12. März 1975     | Atlanta             | Vereinigte Staaten | Municipal Auditorium                   |                               |
| 57                  | 13. März 1975     | Charleston          | Vereinigte Staaten | Civic Center                           |                               |
| xx                  | 14. März 1975     | St. Petersburg      | Vereinigte Staaten | Sunshine Speedway                      |                               |
| xx                  | 15. März 1975     | Miami               | Vereinigte Staaten | Marine Stadium                         | verlegt auf den 17. März 1975 |
| 58                  | 17. März 1975     | Miami               | Vereinigte Staaten | Marine Stadium                         |                               |
| 59                  | 18. März 1975     | New Orleans         | Vereinigte Staaten | St. Bernard Parish Civic Auditorium    |                               |
| 60                  | 20. März 1975     | San Antonio         | Vereinigte Staaten | Municipal Auditorium                   |                               |
| 61                  | 22. März 1975     | Dallas              | Vereinigte Staaten | McFarlin Memorial Auditorium           |                               |
| 62                  | 25. März 1975     | Tulsa               | Vereinigte Staaten | Municipal Theater                      |                               |
| 63                  | 29. März 1975     | Santa Monica        | Vereinigte Staaten | Civic Auditorium                       | 2 shows                       |
| 64                  | 29. März 1975     | Santa Monica        | Vereinigte Staaten | Civic Auditorium                       | 2 shows                       |
| 65                  | 30. März 1975     | San Francisco       | Vereinigte Staaten | Winterland Ballroom                    |                               |
| 66                  | 2. April 1975     | Edmonton            | Kanada             | Kinsmen Field House                    |                               |
| 67                  | 3. April 1975     | Calgary             | Kanada             | Stampede Corral                        |                               |
| xx                  | 5. April 1975     | Vancouver           | Kanada             | The Orpheum                            |                               |
| 68                  | 6. April 1975     | Seattle             | Vereinigte Staaten | Paramount Theatre                      |                               |
| Leg 3 – Asien       |                   |                     |                    |                                        |                               |
| 69                  | 19. April 1975    | Tokio               | Japan              | Nippon Budokan                         |                               |
| 70                  | 22. April 1975    | Nagoya              | Japan              | Aichi Prefectural Gymnasium            |                               |
| 71                  | 23. April 1975    | Kobe                | Japan              | Kokusai Hall                           |                               |
| 72                  | 25. April 1975    | Fukuoka             | Japan              | Kyuden Kinen Gymnasium                 |                               |
| 73                  | 28. April 1975    | Okayama             | Japan              | Prefectural Athletic Association       |                               |
| 74                  | 29. April 1975    | Shizuoka            | Japan              | Yamaha Resort Tsumagoi Exhibition Hall |                               |
| 75                  | 30. April 1975    | Yokohama            | Japan              | Bunka Cultural Gymnasium               |                               |
| 76                  | 1. Mai 1975       | Tokio               | Japan              | Nippon Budokan                         |                               |

## Band
- Freddie Mercury: Gesang, Klavier, Tamburin bei Liar
- Brian May: Gitarre, Hintergrundgesang, Ukulele bei Bring Back that Leroy Brown
- Roger Taylor: Schlagzeug, Percussion, Hintergrundgesang, zusätzlicher Gesang bei The March of the Black Queen
- John Deacon: Bass, Hintergrundgesang, Triangel bei Killer Queen